# Немецкий язык в России
Немецкий язык является одним из языков, чьи носители имеют исторически сложившиеся места компактного проживания в современной России. Его история насчитывает несколько столетий.

## История

### Допетровская эпоха
Начиная с XII в., Новгородская республика попадает в сферу влияния северогерманских земель. Помимо Ливонского ордена, она поддерживает тесные связи с Ганзейским союзом. Через Новгород немецкие купцы начинают проникать и в Москву, хотя их число невелико. В эпоху Ивана Грозного одним из известных опричников был немец Генрих фон Штаден.
В XVII в. всё большее число немцев проникают в Россию, многие из них служат офицерами в российском войске. В Москве возникает Немецкая слобода.

### Императорская Россия
Немецкий язык широко распространён в среде немцев, поступающих на российскую государственную службу, однако они быстро ассимилируются и уже во втором-третьем поколении говорят только по-русски.
Немецкий язык сохраняется как язык повседневного общения среди немецких сельскохозяйственных колонистов (немцы Поволжья, меннониты), а также в Балтике (остзейские немцы).
Начиная с XIX в. немецкое образование и владение немецким языком приобретают популярность среди российской интеллигенции, в то время как французский язык остаётся до середины века языком дворянства. Этому также способствует проникновение в российскую культурную среду, со второй половины XIX в., евреев, чьим родным языком был идиш.

### Послереволюционный период
Немецкий язык получает официальный статус в АССР немцев Поволжья, изучается как основной язык в ряде школ в местах компактного проживания немцев (колонии в Крыму и Причерноморье, под Ленинградом). Кроме того, он активно изучается в школах и университетах, и по популярности превосходит французский и английский языки. На немецком языке издаются ряд популярных изданий, среди которых — журнал Die Internationale Literatur («Иностранная литература»).
В конце 1930-х преподавание немецкого языка как первого языка в школах сворачивается везде, кроме Поволжья, а в 1941 г. ликвидируется АССР немцев Поволжья (носители языка принудительно перемещаются в Казахскую ССР).
В послевоенный период немецкий как иностранный уступает по популярности английскому, однако продолжает широко изучаться ввиду активных контактов с ГДР.
В 1990-е гг. большая часть российских немцев эмигрировала в Германию.
В первом десятилетии 21 в. существовал проект воссоздания существовавшей до 2-й мировой войны немецкой колонии Нойдорф в Стрельне (пригород Санкт-Петербурга), однако он потерпел неудачу из-за малого количества желающих. В настоящее время в планах городского развития Нойдорф позиционируется как промышленная зона.

## Современные носители
В настоящее время немецкий язык как иностранный изучают 15,4 миллиона человек во всем мире, 90% – это школьники, 10% – взрослые. Согласно Общероссийской переписи 2010 г., в России проживает 2 070 000 человек, владеющих немецким языком, в том числе как иностранным, при этом родным он является примерно для 1/10 от данного числа. Среди языков, которыми владеет население России (включая неродные), немецкий занимает 4-е место после русского, английского и татарского). 

### Распространение и языковая политика
Немецкий язык изучается в средних школах России как иностранный. Школы, где в качестве иностранного преподаётся немецкий, по свому количеству занимают второе место после английского языка. Также существуют средние школы с углублённым изучением немецкого языка.
В России функционирует Институт Гёте (Russland Архивная копия от 18 октября 2014 на Wayback Machine), имеющий филиалы в Москве (Goethe-Institut Moskau Архивная копия от 18 октября 2014 на Wayback Machine), Новосибирске (Goethe-Institut Nowosibirsk Архивная копия от 18 октября 2014 на Wayback Machine) и Санкт-Петербурге (Goethe-Institut St. Petersburg Архивная копия от 18 октября 2014 на Wayback Machine).
С 6 июня 2014 (официальное открытие в Берлине) по 6 июня 2015 г. (закрытие в Москве) проводился «Год немецкого языка и литературы в России» (см. официальную страницу Архивная копия от 28 сентября 2014 на Wayback Machine на немецком и русском языках) одновременно с Годом русского языка и литературы в Германии, с участием большого количества приглашённых преподавателей, студентов, проведением мероприятий для публики. Организаторами этих мероприятий являлись Институт Гёте и Министерство иностранных дел Германии. Первым мероприятием Года стал 2-дневный фестиваль в Москве Deutsch hoch drei.

### Изучение
Помимо преподавания в университетах и школах, в России существуют многочисленные курсы немецкого языка.
В МГЛУ существует факультет немецкого языка.